# 元朗公立中學校友會鄧兆棠中學
元朗公立中學校友會鄧兆棠中學（英語：YLPMSAA Tang Siu Tong Secondary School，簡稱鄧中）是一所位於香港元朗區天水圍天盛苑的津貼男女中學，於1999年創校。

## 歷史
此校於1998年由元朗公立中學校友會向政府申辦，並獲分配天盛苑現址的校舍，到翌年9月正式開辦。
而在2000年，由於此校尚未開齊所有級別。因此，由港島遷入天水圍的中華基督教青年會中學，曾向此校借用部分課室開辦在元朗區招收的首屆中一，直至該校新校舍於翌年啟用為止。

## 設施
該校為一座1998年版設計靈活式校舍，佔地8,600平方米，有標準課室30個，特別室16個。此校舍連同鄰近的2座校舍，均由新福港承建。
值得一提的是，此校與另外六座同類型中學校舍，原訂採用1995年版同款設計，僅有26間課室。適逢千禧校舍標準於1997年推出，由於校舍仍未施工，故政府決定修改圖則及增加撥款，為包括此校在內的上述校舍課室大樓加建7樓、相關額外樁柱及改動部分特別室間隔，成為設備水平與千禧校舍無異的1998年版靈活式校舍。

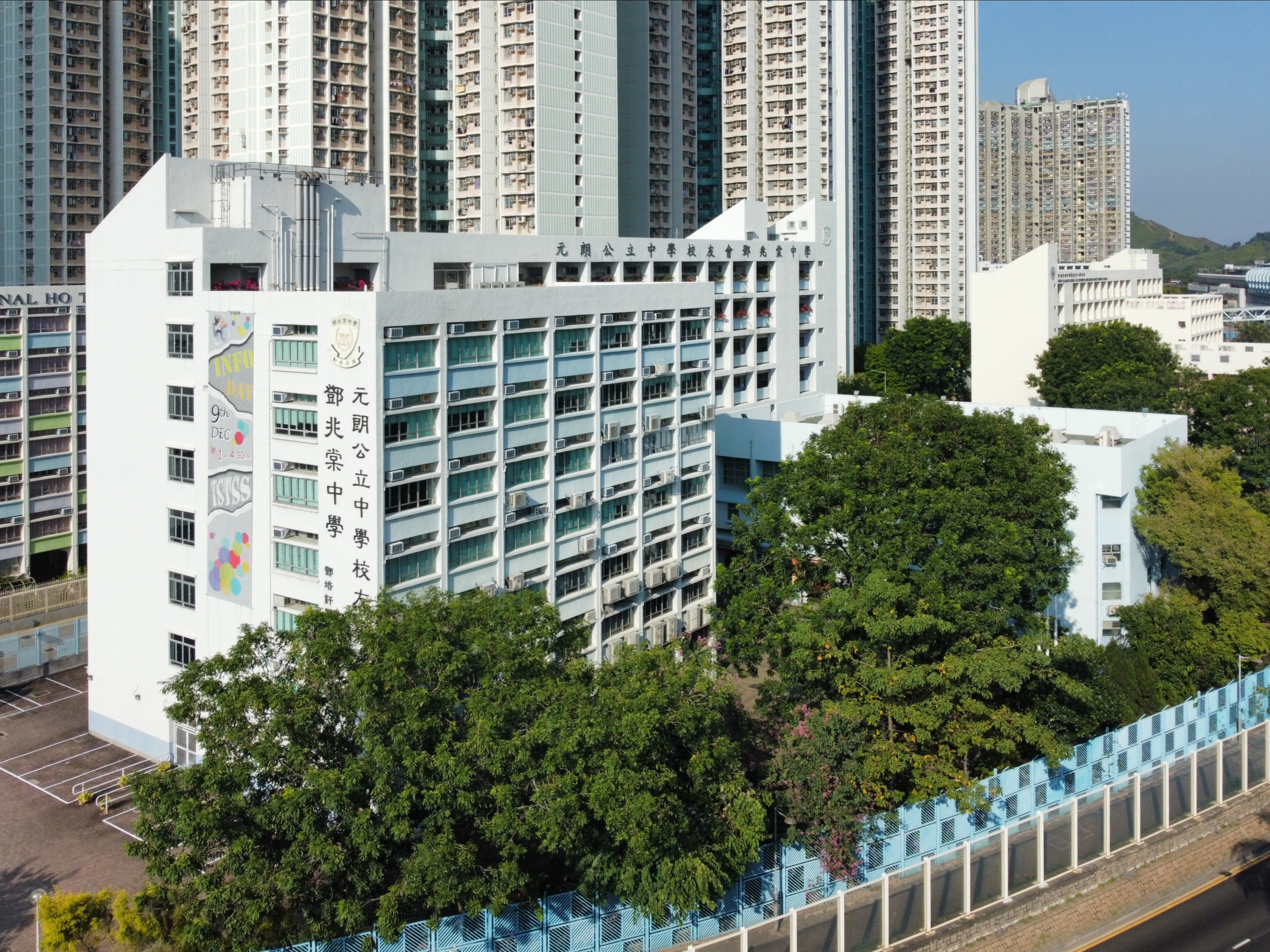
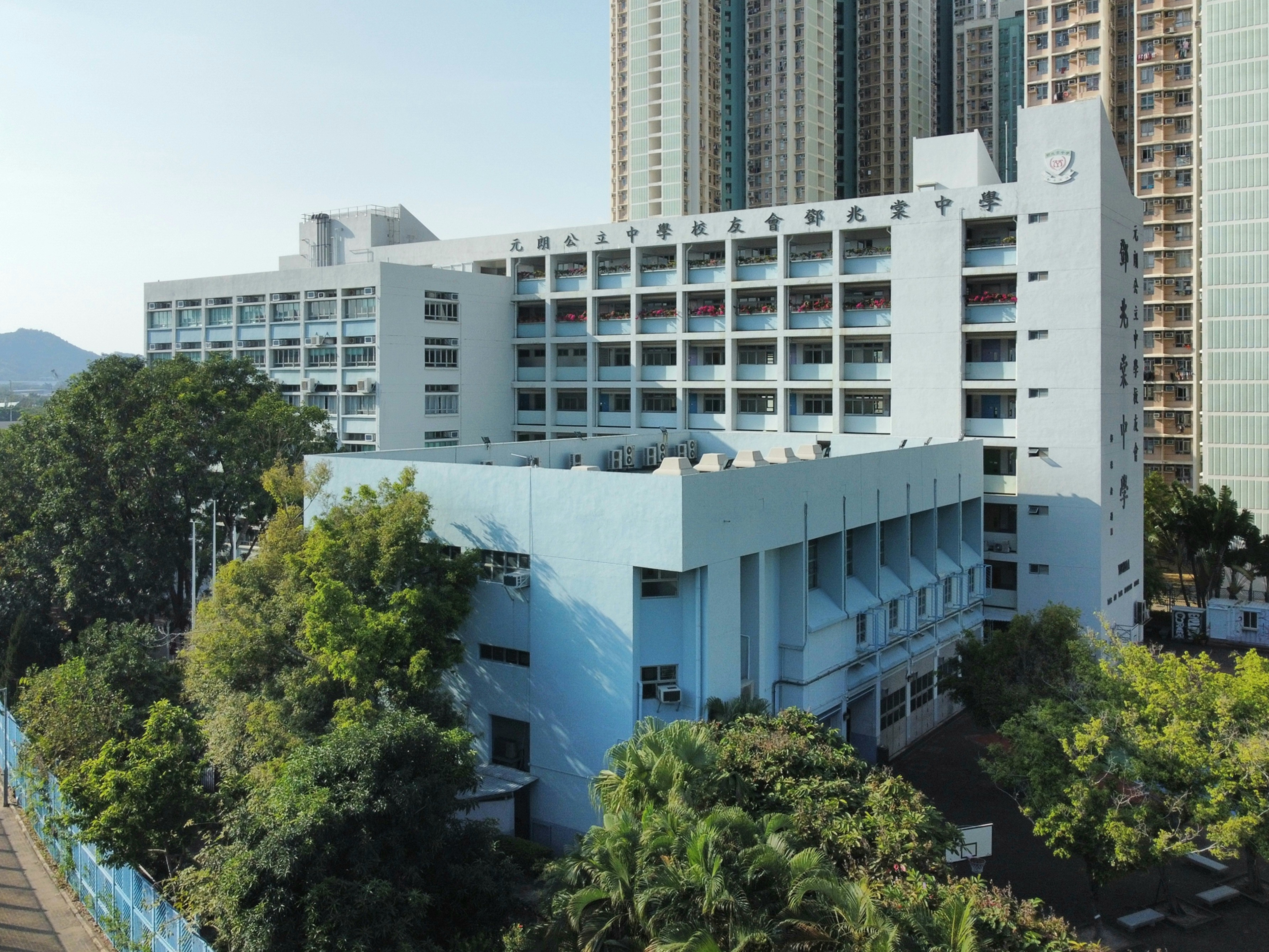
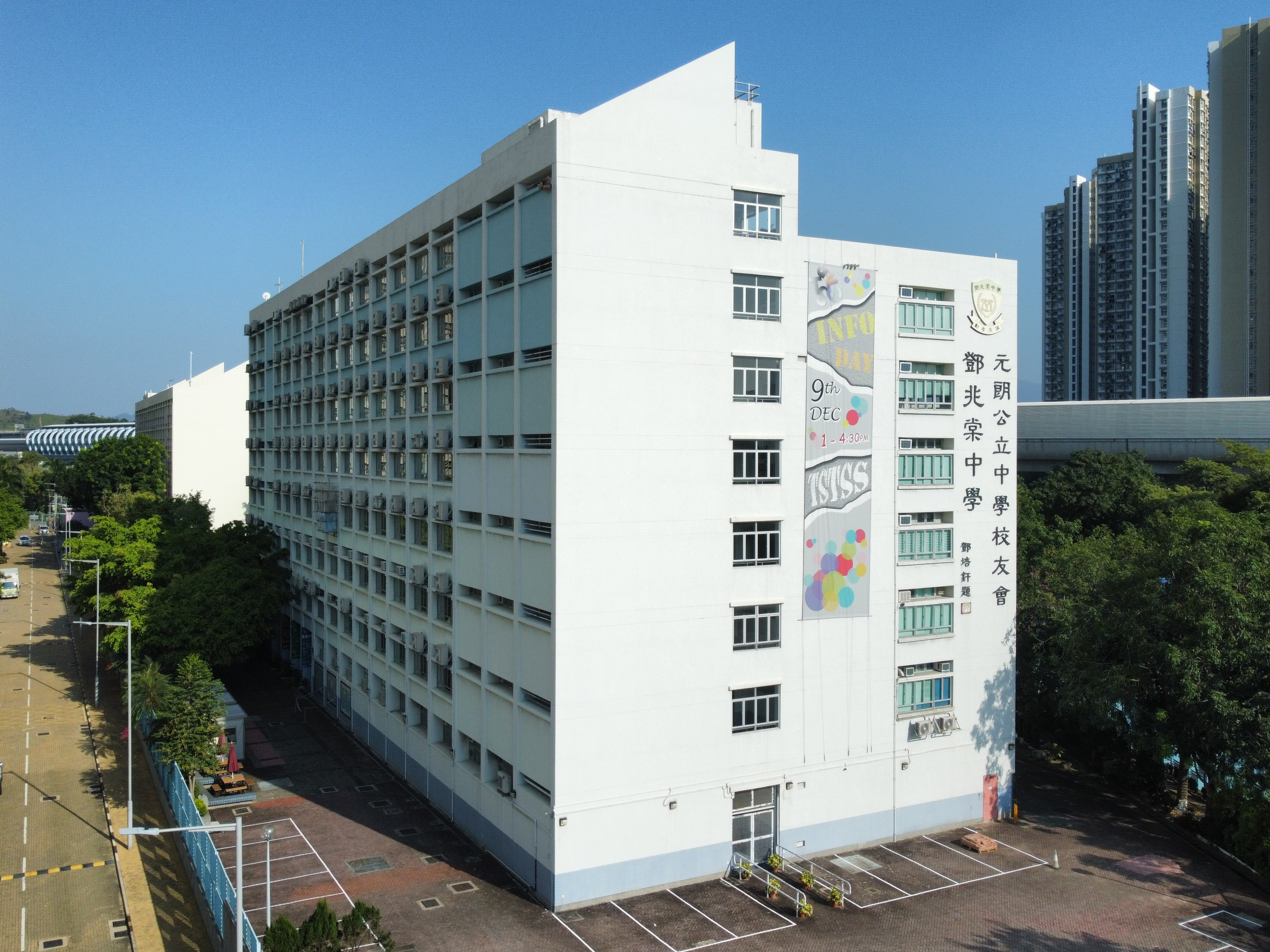
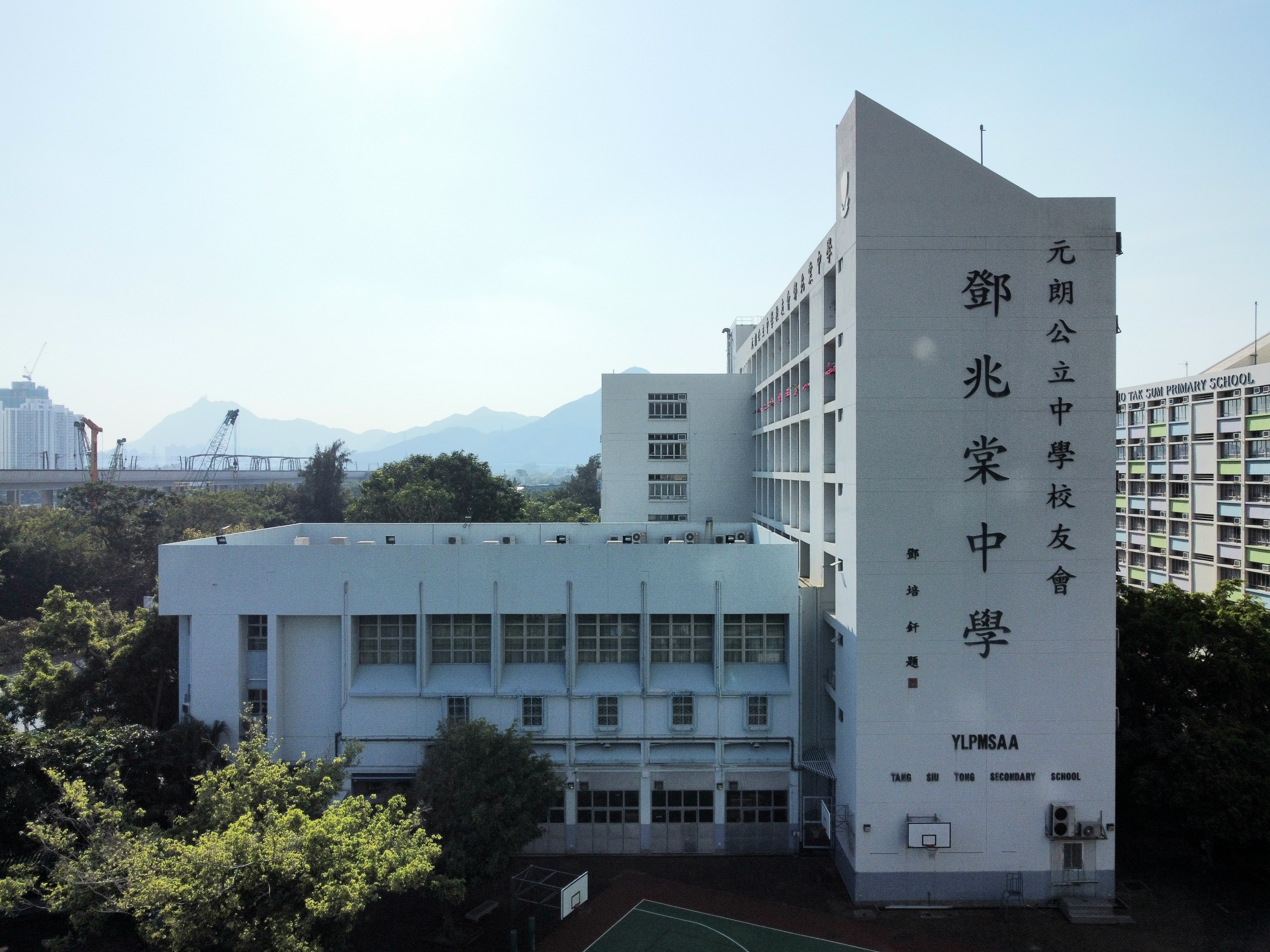

## 班級與課程
目前，此校除中四至中六級設有5班外，其餘級別均設4班，合共23班。
在課程方面，此校的初中級別主要以中文授課（不包括英文科），而高中級別以英語授課的範圍擴大至數學必修部分。此外，高中學生可選修兩至三科，而可供選擇的科目包括中國歷史、體育、地理、企會財、資訊與通訊科技、旅遊與款待、視覺藝術（以上科目僅以中文授課）、數學延伸單元二（分為中、英文組）、生物、化學、物理及經濟（以上四科僅以英語授課）。

## 歷任校長
- 吳汝欽先生（1999年-2009年，創校校長）[9]
- 楊學海先生（2009年-2013年，由副校長晉升，後轉往余振強紀念中學出任校長）
- 潘詠儀女士（2013年起，現任校長）

## 事件
- 2017年9月25日早上約8時，一名就讀此校中六的17歲吳姓男生，在此校7樓走廊跳樓自殺身亡，事後警方尋獲其遺書，指出他因學業壓力而自盡[10]。

## 著名校友
- 梁天琦（2010年中七畢業）[11]：香港本土派政治人物
- 李樹榮：前香港職業籃球員，現職東方籃球隊經理
- 蔡子軒：跳唱組合Faith前成員
- 梁韋藍：前元朗區傑出運動員(羽毛球)，現役香港城市大學羽毛球男子代表隊成員

## 屬會學校
- 元朗公立中學校友會小學
- 元朗公立中學校友會鄧英業小學

## 註解
1. ↑  另外兩座分別為伊利沙伯中學舊生會小學分校及獅子會何德心小學。
2. ↑  該等校舍分別為港島民生書院、中華傳道會劉永生中學、聖羅撒書院、粉嶺禮賢會中學、新生命教育協會平安福音中學及靈糧堂劉梅軒中學。

## 外部連結
- 元中校友會鄧兆棠中學網站 （页面存档备份，存于）